# Marek Budzisz
Marek Budzisz (* 18. června 1964 Lodž) je polský publicista, historik, novinář, protikomunistický opoziční aktivista a odborník na Rusko a postsovětské oblasti v nadaci Instytut Wolności.

## Život
V roce 1981 byl Marek Budzisz jedním ze spoluzakladatelů a předsedou Nezávislého sdružení středoškoláků, opoziční mládežnické organizace založené z iniciativy studentů středních škol v Lodži. Během stanného práva byl organizátorem Výboru pro sebeobranu mládeže, což mělo za následek jeho zatčení v roce 1983, kdy byl 3 měsíce vězněn a poté propuštěn na základě amnestie. Během studia na Fakultě historie Varšavské univerzity se zapojil do Hnutí mladého Polska. Byl spoluzakladatelem Lodžské občanské dohody, Lodžské hospodářské společnosti (místopředseda) a Lodžské průmyslové a obchodní komory (viceprezident). Po roce 1989 vstoupil do Demokratické unie, kterou opustil spolu s Aleksandrem Hallem. Poté byl členem představenstva Konzervativní strany a poté Konzervativní koalice a jedním ze zakladatelů Konzervativního klubu v Lodži. V letech 1997–2001 působil jako poradce vedoucího Kanceláře předsedy vlády a ministra financí ve vládě Jerzyho Buzka. V současnosti je členem strany Prawica Rzeczypospolitej. 

## Dílo
Marek Budzisz je autorem mnoha článků v tisku, publikovaných v periodicích jako Rzeczpospolita, Życie Gospodarcze, Młoda Polska, Ład, Życie Warszawy,  Życie, Wprost, Nowa Konfederacja, Dziennik Gazeta Prawna,  Rzeczy Wspólne, Gospodarka, Gazeta Bankowa a Nowe Państwo.  Vedl vlastní firmu, seděl v několika dozorčích radách, v televizi TVP byl vedoucím programového týmu Puls Dnia, v Życie vedoucím ekonomického týmu a v Radio Plus byl programovým ředitelem. Je bývalým členem redakční rady časopisů Polityka Polska a Kwartalnik Konserwacyjny (1997–2000).  V současné době působí jako finanční ředitel v soukromém investičním fondu a zabývá se ekonomickým poradenstvím; je prezidentem několika společností poskytujících poradenství na finančních a ekonomických trzích. Je také poradcem správní rady Top Farm a přispívá do časopisu Strategy&Future.
Budzisz je také autorem několika knih na ekonomická a geopolitická témata.